# Schott (Geologie)

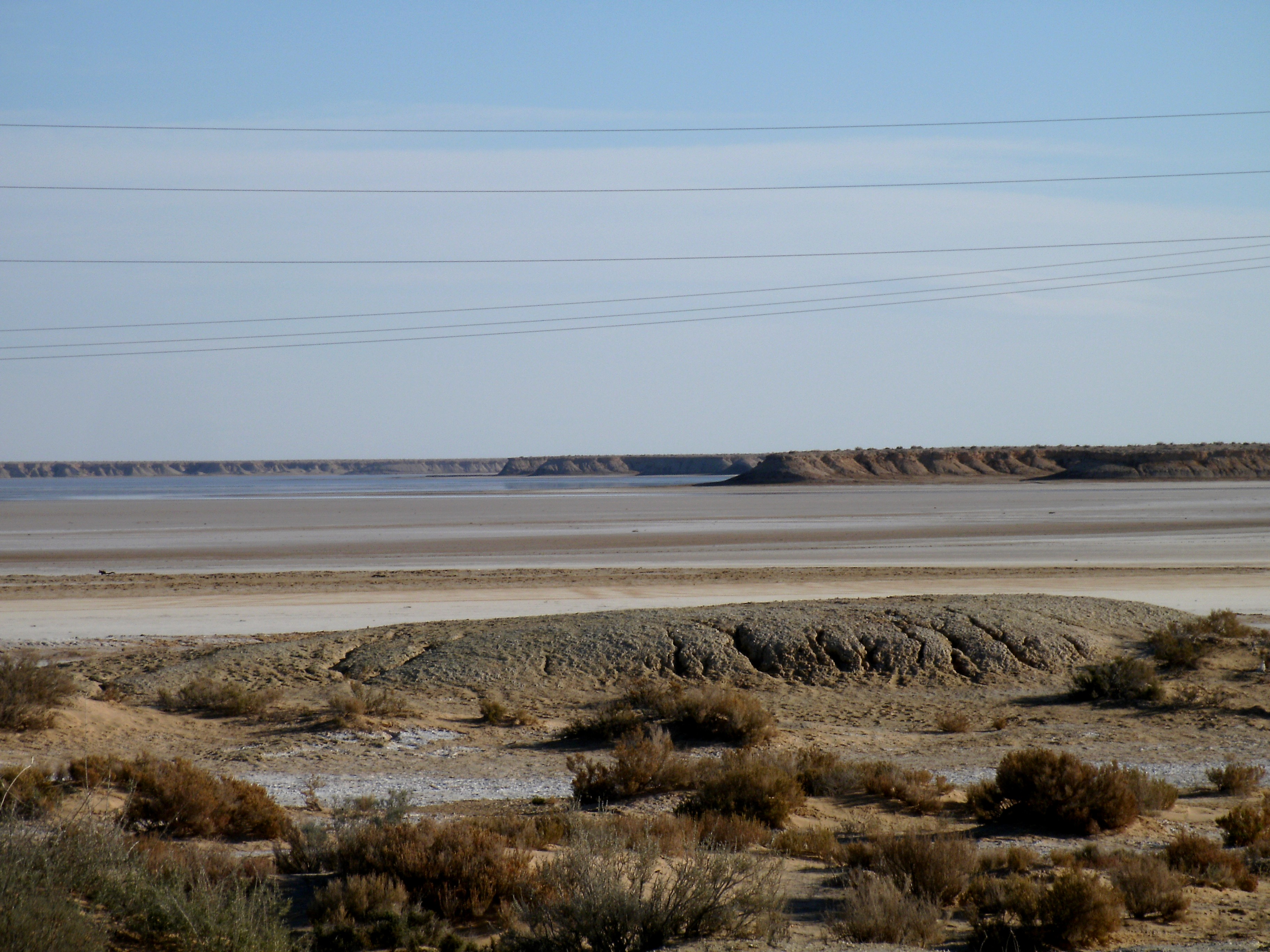
Schott Melghir in Algerien am Fuße des Tell-Atlas

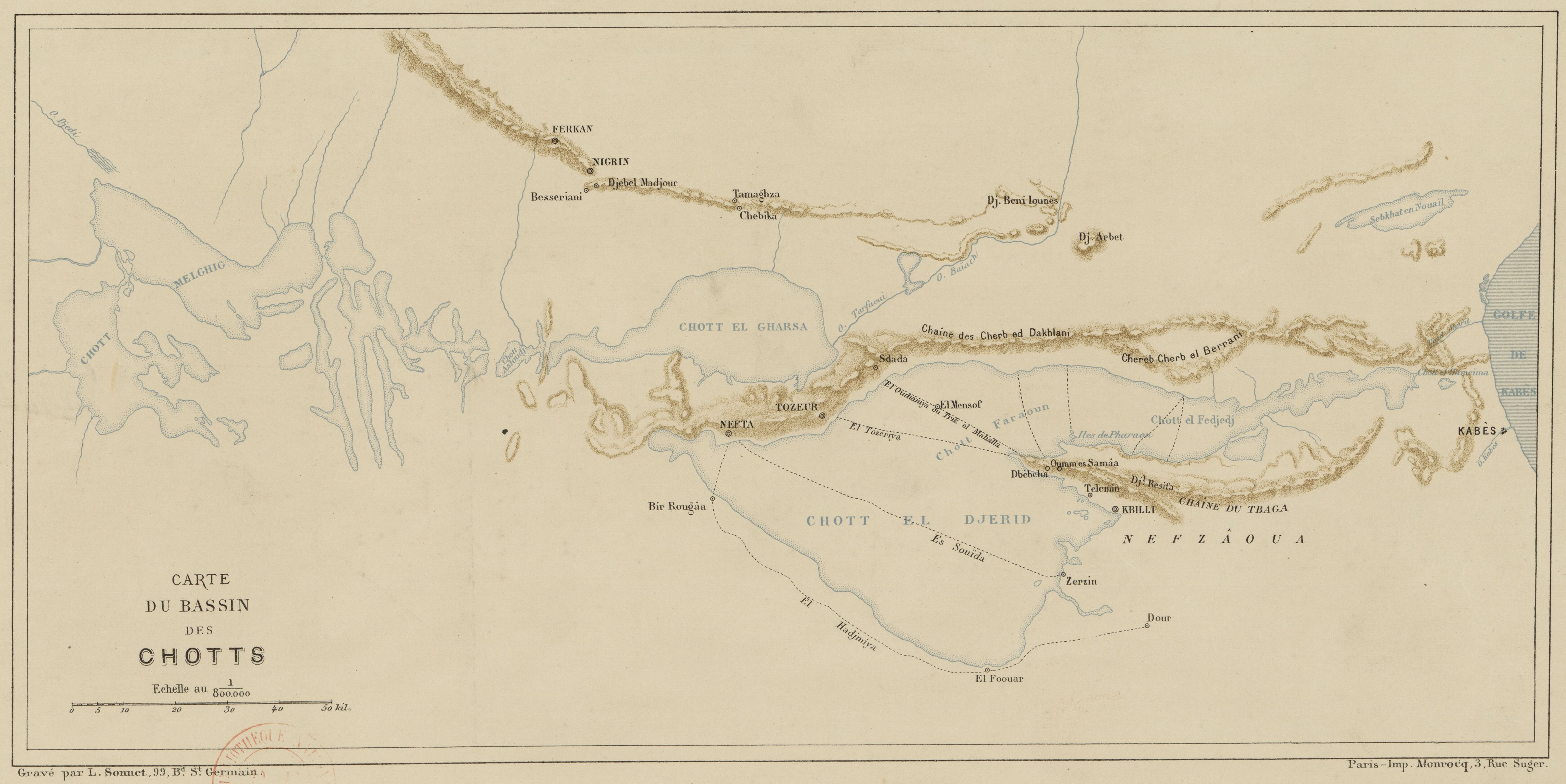
Karten der tunesisch-algerischen Tiefland-Schotts aus den 1880er Jahren

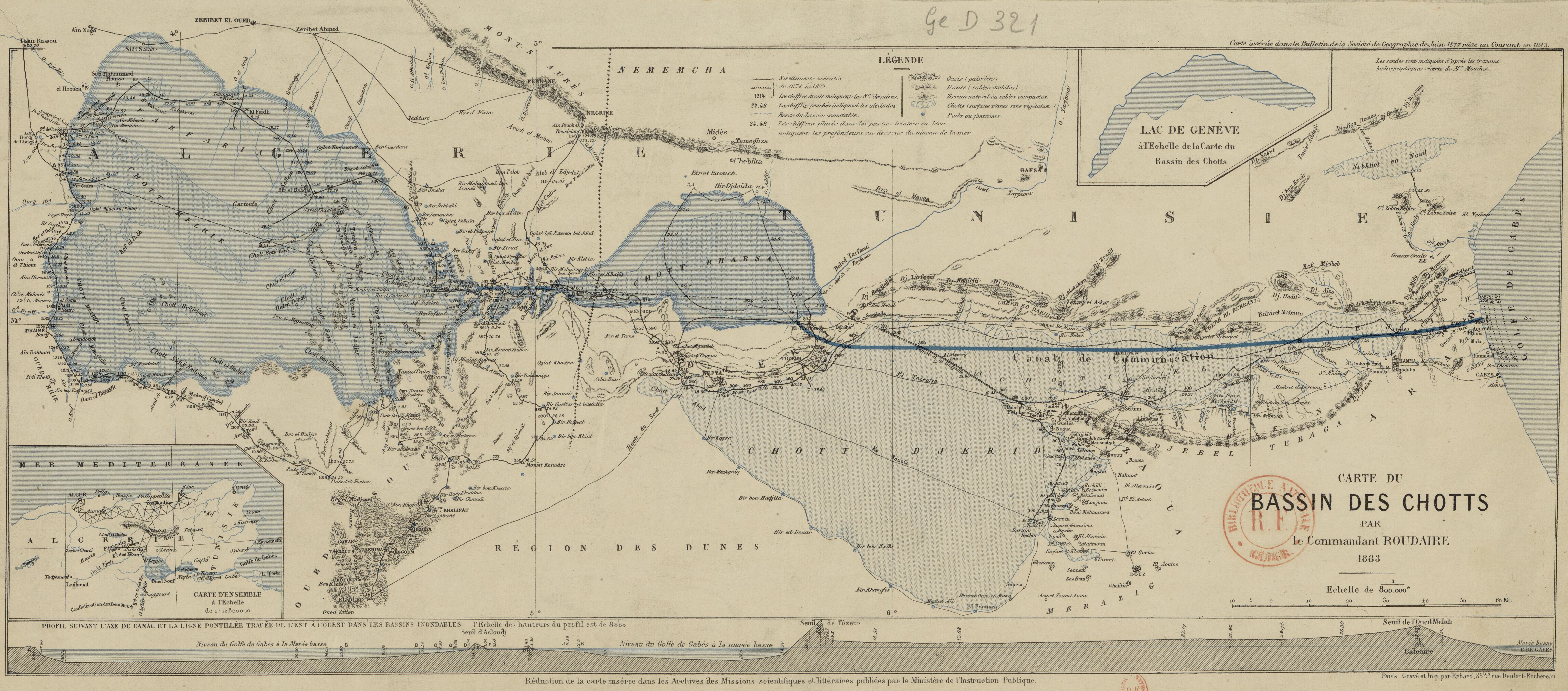
Diese Karte zeigt einen früher geplanten, aber nie realisierten Kanal zum Mittelmeer. Unten ein Geländeprofil, oben rechts der Genfer See als Größenvergleich.

In der Geomorphologie ist ein Schott (vom arabischen شط, DMG šaṭṭ ‚Küste/Ufer/Düne‘, aus šṭṭ „überschreiten, abweichen“; im Französischen und Englischen Chott) ein Salzsee im afrikanischen Maghreb, der einen Großteil des Jahres trocken bleibt, aber im Winter etwas Wasser erhält. Sie werden, innerhalb wechselnder Ufer, von Schmelzwässern des Atlas-Gebirges sowie gelegentlichem Regen oder durch Quellaustritte geformt.

## Bekannte Schotts
Der Schott Melghir gehört zu den größten Schotts von Algerien. Er liegt in einer Fortsetzung derselben geologischen Senke, in welcher die Schotts von Fedjadj, Djerid und Gharsa in Tunesien liegen. Zusammengenommen handelt es sich bei diesen Tiefebenen-Schotts um das größte Salzseengebiet der Sahara.
Weiter westlich davon in Algerien liegt das Hochland der Schotts mit unter anderem dem Schott el Hodna im Osten des Hochlands und dem zentral gelegenen Chott Ech Chergui als größtem Schott der Region. Das Hochland der Schotts reicht von Zentralalgerien bis in den Westen von Marokko, wo etwa das Chott Tigri liegt.
Der tunesische Chott el Guettar (südlich von El Guettar) ist strenggenommen kein Schott, sondern ein Sabcha.